# Giovanni Niccolò Tanari

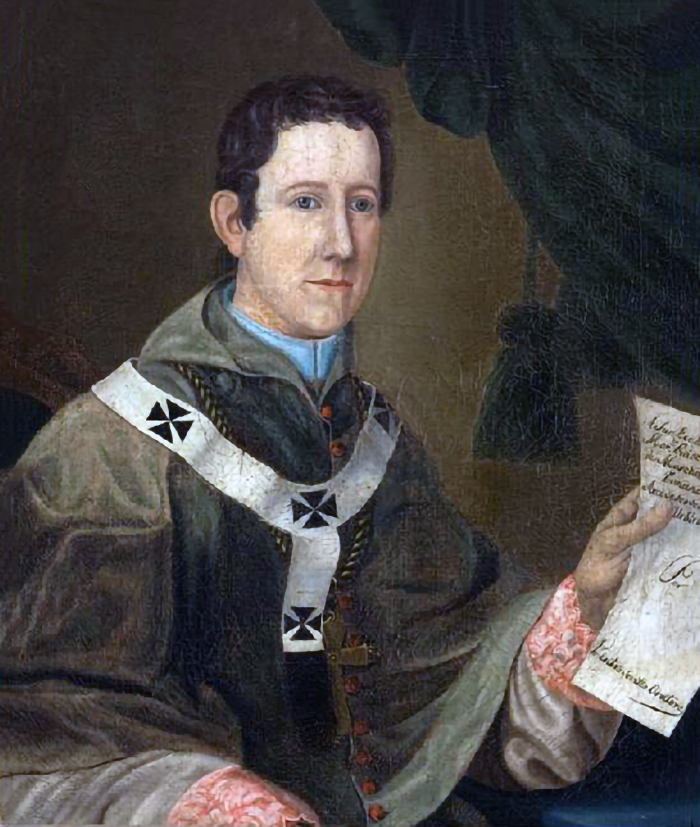
Giovanni Niccolò Tanari als Erzbischof von Urbino mit Pallium (Gemälde, 1827/32)

Giovanni Niccolò Tanari (auch Giovanni Nicola Tanari oder Giovanni Niccolò Tanara; * 12. Mai 1795 in Bologna; † 3. Dezember 1853 in Nizza) war ein italienischer römisch-katholischer Geistlicher und Kurienbischof.

## Leben
Die Priesterweihe empfing Giovanni Niccolò Tanari am 20. September 1817. Er erlangte am 26. Februar 1818 an der Universität Bologna einen Doktorgrad im Kanonischen Recht. Er trat in den Dienst der Kurie und wurde am 27. Januar 1825 Päpstlicher Hausprälat, am 1. Oktober 1826 Apostolischer Protonotar.
Papst Leo XII. ernannte ihn am 21. Mai 1827 zum Bischof von Faenza. Die Bischofsweihe spendete ihm am 24. Juni desselben Jahres der Erzbischof von Bologna Carlo Kardinal Oppizzoni; Mitkonsekratoren waren Antonio Maria Cadolini CRSP, Bischof von Cesena, und Filippo de Angelis, Koadjutorbischof von Corneto (Tarquinia) e Montefiascone. Am 2. Juli 1832 trat er als Bischof von Faenza zurück und wurde von Papst Gregor XVI. zum Titularerzbischof von Nicosia ernannt. Der Papst übertrug ihm am 17. Dezember 1832 das Erzbistum Urbino. 1845 ging er nach Rom zurück und wurde Kanoniker von St. Peter und Lateinischer (Titular-)Patriarch von Antiochia. Papst Pius IX. ernannte ihn am 16. Juli 1847 zum Sekretär der Kongregation für die Apostolische Visitation.